# Asia Menor (banda)
Asia Menor, conocida originalmente como Enola Gay, es una banda chilena de art punk, pospunk e indie rock fundada en 2018 en Temuco por los guitarristas Jorge Scheuermann, Diego Seguel, el baterista Cristóbal Mora y el bajista Aníbal Vergara.
En 2024, fueron los ganadores del «Premio Mejor Nuevo Artista» en los Premios Pulsar de ese año por aclamado álbum debut, Enola Gay.

## Historia

### Formación e inicios (2018-2019)
En 2018, Jorge Scheuermann y Diego Seguel, siendo amigos de antaño, eran compañeros en un liceo emblemático de Temuco. Seguel se hizo amigo de su compañero Cristóbal Mora, con quien siempre invitaba a Scheuermann a tocar junto a ellos de forma casual. Posteriormente, Seguel, Mora y un amigo en común llamado Alejandro formaron la banda Ojos de Perro Azul. Mientras tanto, Scheuermann tenía su propio proyecto musical titulado provisoriamente como «Asia Menor», el cual tenía otros sentidos estético y sonoro; gracias a que Scheuermann y Seguel congeniaban es que ambos transformaron el proyecto como guitarristas y este último incluyó a Mora como baterista, todo con el objetivo de la simple entretención entre ellos. Durante el resto del año la banda se dedicó a solo ensayar, sin ninguna pretensión de tocar en vivo o siquiera grabar (ni siquiera tenía establecido un nombre).
A inicios de 2019 la banda estaba en un aprieto, ya que Scheuermann quería postularla al Festival la Sombra del Ciprés, para lo cual necesitaban: bajista; nombre, y una grabación. 
Para el bajista todo se dio durante una toma de la Universidad de La Frontera, institución a la que pertenecen todos los miembros, en la cual se le pidió al austero proyecto sin nombre que interpretase las canciones de Ojos de Perro Azul puesto que esta no podía asistir; el proyecto aceptó, pero debido a la falta de preparación, la falta del bajo y el desconocimiento de las canciones por parte de Scheuermann es que el resultado fue pobre, a tal punto que al tocar la tercera canción ya no quedaba nadie en el público y se rumoreaba que la paupérrima presentación se debió al uso de ácido. Aníbal Vergara, quien ya estaba en una agrupación, estaba en esa instancia como público y, aprovechando su presencia, Scheuermann, quien ya sabía de él, le hizo la propuesta; en un principio Vergara fue escéptico puesto que creía que era mera palabrería, sin embargo, camino a tomar el bus se topan de nuevo y este le pregunta si el proyecto es en serio o no, ante lo cual Scheuermann le responde que sí, por lo que decide unirse al proyecto.
Para el nombre, Scheuermann se inspiró en un documental que trataba, entre otras cosas, del avión bombardero Enola Gay; sin afán de buscar ser provocativo o transgresor, se decidió usar ese nombre para la banda debido a la extrañeza de su origen-uso, dado que este avión fue bautizado en honor a la madre del piloto y luego usado para transportar y arrojar la bomba atómica Little Boy sobre Hiroshima, Japón; se usó como una reflexión acerca de la violencia, el amor y lo humano, temas recurrentes en las canciones de la banda.
Para la grabación, se grabó mediante un celular todo el material que había hasta el momento a modo de maquetas y se publicaron en Bandcamp como demo el 29 de enero del mismo año.
Tras pasar por todo este proceso, la banda empieza a tocar cada vez más en vivo, destacándose instancias como las de Temuco Suena, Nuestro Escape en Santiago y el mismo Festival la Sombra del Ciprés; esto provocó que la agrupación se ganara un séquito fiel, mas pequeño, que esperaba ansioso a que la banda realizara su material definitivo. A partir de este momento Enola Gay se dedica a crear y pulir para poder materializar su tan esperado debut.

### Enola Gay(2020-presente)
El 1 de enero de 2022 la banda decidió cambiar su nombre a «Asia Menor» debido a diversos motivos, como que ya había varias bandas que usaban el mismo nombre (lo que dificulta la distribución digital) o que el mismo nunca le sentó muy bien a Scheuermann, así como que el nuevo nombre hace referencia a Anatolia, un territorio curioso para Scheuermann ya que al conocer su intrincada historia y antiguo nombre, Asia Menor, que ya no significaba nada ya, vio una suerte de lienzo en blanco, donde podría hacer todo lo que se le plazca. De todos modos, se le heredó el nombre anterior al disco debut.
La banda firma con Sello Fisura para publicar su contenido posterior, el cual les dio libertad creativa y pocas restricciones, a comparación de un sello discográfico tradicional. Para el mismo año se suben dos sencillos a internet; durante el primer semestre se publica uno, Doce, y durante el segundo semestre se publica el otro, Patio; estos ya daban atisbos de lo que vendría a ser su álbum.
Finalmente, el 25 de agosto de 2023, se lanza a través del Sello Fisura Enola Gay.Posteriormente, durante 2023 y 2024, la banda se dedicó a tocar el disco en vivo en distintas localidades de Chile, tales como Temuco, Santiago, Concepción y Valparaíso, promocionando y aumentando su reconocimiento nacional.La banda obtuvo su reconocimiento oficial mediante el Premio Mejor Nuevo Artista de los Premios Pulsar de 2024.

## Estilo musical e influencias
El estilo de Asia Menor se caracteriza por hacer música técnica bajo un prisma punk, obteniendo así un carácter ecléctico, principalmente gracias a su proceso creativo que consiste en la deconstrucción de canciones, ya sean suyas o no, así como en el pegado de segmentos (razón por la cual en varias canciones no hay puente ni coro); un proceso de experimentación para ver qué resulta después de analizar y modificar ciertos aspectos, tales como la métrica y las muestras.Debido a esta naturaleza algo extravagante varios medios musicales los han definido bajo diversos géneros musicales, siendo los más comunes el art punk, el pospunk y el indie rock.
Scheuermann destaca tanto al pospunk, citando a bandas como Gang of Four y The Pop Group, como al new wave, citando a bandas como Talking Heads y XTC, como sus gustos personales de siempre y los que influyeron al crear Enola Gay;sin embargo, también buscaba algo más ruidoso que dijiese algo dentro de ese ruido, por lo que buscó influencia en los sonidos de bandas como Sonic Youth, Television y Women, destacando a esta última definiendo a Asia Menor como una suerte de subproducto de ella.

## Miembros
Miembros actuales
- Jorge Scheuermann – guitarra, voz (2018-presente)
- Diego Seguel – guitarra, sintetizador, voz (2018-presente)
- Aníbal Vergara – bajo (2018-presente)
- Cristóbal Mora – batería (2018-presente)

## Discografía

### Álbumes
- 2023: Enola Gay.

### Sencillos
- 2022: Doce.
- 2022: Patio.

### Otros
- 2019: iv (ensayo) (maqueta).
- 2019: v (demo) (maqueta).
- 2019: demo (maqueta).

## Premios y nominaciones
| Año  | Premio         | Categoría           | Resultado |
| ---- | -------------- | ------------------- | --------- |
| 2024 | Premios Pulsar | Mejor Nuevo Artista | Ganador   |